# 王玄之
王玄之（326年—357年），字伯遠，琅琊臨沂（今中國山東臨沂）人，娶妻何氏，結婚後不久便病逝，英年早逝，膝下無子，以二弟王凝之的兒子王蘊之過繼為子嗣。
王玄之是書聖王羲之的長子，東晉書法家，擅長草書和隸書。與其父王羲之參與書法史上著名的蘭亭集會，流觴到他面前時，作詩一首：「松竹挺岩崖，幽澗激清流。消散肆情志，酣暢豁滯憂。」，收錄於《兰亭雅集》三十七首詩其中一首，曾有書帖留傳於世，現已不可見。

## 外部連結
- 詩詞學習網－王玄之简介及王玄之的诗《兰亭诗》
- 讲历史－书法家：王玄之 （页面存档备份，存于）